# Джумхур, Дамир
Дамир Джумхур (босн. Damir Džumhur; 20 мая 1992, Сараево, Босния и Герцеговина) — боснийский теннисист и киноактёр; победитель трёх турниров ATP в одиночном разряде.

## Общая информация
Родился 20 мая 1992 года в городе Сараево, он был первенцем в семье Нерфида и Жанеты. С детства начал заниматься теннисом в Олимпийском дворце имени Хуана Антонио Самаранча. Также увлекался лыжами и футболом.

## Спортивная карьера

### Начало карьеры
С 2008 года Дамир Джумхур выступал на юниорских турнирах тура ITF. Он смог завоевать несколько титулов и в 2010 году достиг третьего места в юниорском рейтинге. Его самым большим успехом в качестве юниора была победа на юниорском чемпионате Европы 2010 года, бронзовая медаль на летних юношеских Олимпийских играх 2010 года в Сингапуре, а на юниорских турнирах Большого шлема — выход в четвертьфинал Уимблдона 2010 года.
Первые взрослые выступления на турнирах серии «фьючерс» пришлись на 2008 год. В июле 2010 года он впервые выступил в составе сборной Боснии и Герцеговины в Кубке Дэвиса, выиграв решающий матч в одиночном разряде против Эстонии. В октября того же года он выиграл первый взрослый турнир, взяв титул на «фьючерсе» в паре. Первую победу на одиночном «фьючерсе» он одержал в мае 2011 года. К концу 2013 года в активе Джумхура уже было 12 побед на «фьючерсах» в одиночках и восемь в парах.
В 2014 году он квалифицировался в основную сетку Открытого чемпионата Австралии по теннису и таким образом впервые принял участие в турнире Большого шлема (с пятой попытки прошёл квалификацию). Он стал первым игроком из Боснии и Герцеговины, которому это удалось. На этом турнире он дошёл до третьего раунда. В апреле на грунте в Турции он выиграл первый турнир из серии «челленджер». Джумхур также прошёл квалификацию на Открытый чемпионат Франции, где потерпел неудачу первом раунде. После этого вылета он заявился на «челленджер» в Румынии и выиграл его. В июле Джумхур победил на третьем «челленджере» в сезоне, который проводился в Италии. На дебютный в основной сетке Открытый чемпионат США он попал без необходимости играть квалификацию, но проиграл на старте Давиду Ферреру.
В феврале 2015 года Джумхур дважды играл в финале на «челленджерах» и из них один раз выиграл титул. Это позволило впервые в карьере войти в топ-100 мирового рейтинга. В апреле он смог впервые доиграть до полуфинала в Мировом туре — на грунтовом турнире в Касабланке. На Открытом чемпионате Франции Джумхуру удалось доиграть до третьего раунда, где он проиграл Роджеру Федереру. В сентябре он выиграл «челленджер» в Нидерландах, а в октябре ещё один в Марокко. По итогам сезона он впервые финишировал в первой сотне, закончив год на 82-м месте.
В марте 2016 года на Мастерсе в Майами Джумхуру удалось пройти в четвёртый раунд и впервые в карьере обыграть игрока из топ-10, когда во втором раунде он прошёл Рафаэля Надаля, обыграв знаменитого испанца на отказе в третьем сете при счёте 3:0 в пользу Джумхура. В апреле на грунтовом Мастерсе в Монте-Карло в матче второго раунда он победил № 7 в мире на тот момент Томаша Бердыха (6:4, 6:7, 6:3). На турнире в Стамбуле он вышел в четвертьфинал. В июле также в 1/4 финала прошёл на турнире в Умаге. Затем Джумхур принял участие в Олимпийских играх 2016 года в Рио-де-Жанейро, но уже в первом раунде проиграл Дуди Села.

### 2017—2018 (три титула в туре и топ-30)
В феврале 2017 года на турнире в Мемфисе Джумхур вышел в четвертьфинал. Следующего четвертьфинала он достиг на турнире в Дубае, где к тому же смог победить в первом раунде третью ракетку мира Стэна Вавринку (7:6, 6:3). После ряда неудачных выступлений Джумхур в июне сыграл пару турниров в младшей серии «челленджер» и смог выиграть один из них во Франции. В начале августа он доиграл до полуфинала турнира в Кабо-Сан-Лукасе, а в конце месяца он выиграл пять матчей подряд на турнире в Уинстон-Сейлеме и вышел в дебютный финал в Туре, в котором проиграл Роберто Баутисте (4:6, 4:6). На Открытом чемпионате США Джумхур смог выйти в третий раунд, в котором его переиграл россиянин Андрей Рублёв.
В сентябре 2017 года он удачно провёл турнир в Санкт-Петербурге и завоевал первый в карьере титул на основных соревнованиях Тура. В финале был обыгран итальянец Фабио Фоньини со счётом 3:6, 6:4, 6:2. Дебютная победа позволила подняться в топ-40 мирового рейтинга. На следующем для себя турнире в Шэньчжэне Джумхур в 1/4 финала смог победить № 4 в мире Александра Зверева (6:4, 7:5), а в полуфинале проиграл Александру Долгополову (3:6, 4:6). Через месяц после первой победы на турнире ATP Джумхур выиграл второй титул и снова это произошло в России. Он стал чемпионом Кубке Кремля в Москве, разобравшись в финале с Ричардасом Беранкисом (6:2, 1:6, 6:4). В Москве он также смог выйти в парный финал вместе с Антонио Шанчичем. Джумхур закончил успешный для себя сезон в топ-30. В 2017 года был признан спортсменом года в Боснии и Герцеговине.
На Открытом чемпионате Австралии 2018 года в одиночном разряде Дамир Джумхур дошёл до третьего круга, повторив своё достижение 2014 года. Преградой для боснийца стал первая ракетка турнира Рафаэль Надаль. В феврале на турнире в Монпелье Дамир сумел преодолеть два основных раунда и получил право сыграть в четвертьфинале. На этой стадии он уступил французу Ришару Гаске, пятому сеянному на турнире. На турнире в Марселе он вышел в четвертьфинал, где досрочно завершил матч после первого проигранного сета против Томаша Бердыху. На Открытом чемпионате Франции босниец сумел повторить свой лучший результат на Ролан Гаррос и дошёл до третьего раунда.
В июне 2018 года Джумхур выиграл турнир в Анталье, где в финале переиграл в трёх сетах Адриана Маннарино. Титул стал третьим для него в Туре и первым на траве. Благодаря этой победу босниец забрался на пиковое в карьере — 23-е место мирового рейтинга. На Уимблдонском турнире дошёл до второго круга, но проиграл латвийцу Эрнесту Гулбису в пятисетовом поединке. В начале августа он сыграл в полуфинале турнира в Кабо-Сан-Лукасе. На Открытом чемпионате США проиграл в первом же круге сербу Душану Лайовичу. В сентябре в Санкт-Петербурге Джумхур не смог защитить тиул, проиграв в четвертьфинале. До конца сезона из лучших достижений стал четвертьфинал в Шэньчжэне и третий раунд Мастерса в Париже после победы над молодым греком Стефаносом Циципасом.

### 2019—2022
После двух успешных сезонов в 2019 году результаты Джумхура упали. В первой части сезона он два раза доигрывал до четвертьфинала: в феврале в Роттердаме и в мае в Женеве. В июне был четвертьфинал на турнире в Анталье. В августе он на три недели опустился во вторую сотню рейтинга. На Открытом чемпионате США он дошёл до второго раунда (впервые на Больших шлемах в сезоне), где проиграл Роджеру Федереру в четырёх сетах. Из-за низкого рейтинга ему приходилось пробиваться на турнире через квалификацию. В сентябре, пройдя отбор на турнир в Чжухае, он доиграл до четвертьфинала.
В неполном сезоне 2020 года Джумхур смог выиграть лишь два матча при восьми поражениях в основном туре. В 2021 году он лишь раз сыграл в основной сетке Большого шлема, попав в качестве лаки-лузера на Открытый чемпионат Австралии. В июле он смог выйти в четвертьфинал турнира в Умаге. В 2022 году на Открытом чемпионате Австралии Джумхуру вновь повезло попасть в основную сетку после поражения в финале квалификации, благодаря отказам от участия теннисистов из основной сетки. В феврале уже в качестве победителя квалификации он попал на турнир в Монпелье и смог выйти в четвертьфинал. Играя в сезоне в основном на «челленджерах» он дважды смог дойти до финала.

## Рейтинг на конец года
| Год  | Одиночный рейтинг | Парный рейтинг |
| 2023 | 154               | 1370           |
| 2022 | 186               | 615            |
| 2021 | 158               | 683            |
| 2020 | 119               |                |
| 2019 | 93                | 718            |
| 2018 | 47                | 148            |
| 2017 | 30                | 368            |
| 2016 | 77                | 380            |
| 2015 | 82                | 330            |
| 2014 | 109               | 410            |
| 2013 | 187               | 672            |
| 2012 | 242               | 569            |
| 2011 | 339               | 355            |
| 2010 | 1 007             | 920            |
| 2009 | 1 663             |                |

## Выступления на турнирах

### Финалы турнировATPв одиночном разряде (4)

#### Победы (3)
| Легенда                     |
| --------------------------- |
| Турниры Большого шлема (0)* |
| Итоговый турнир ATP (0)     |
| Мастерс (0)                 |
| АТР 500 (0)                 |
| АТР 250 (3)                 |

| Титулы по покрытиям | Титулы по месту проведения матчей турнира |
| ------------------- | ----------------------------------------- |
| Хард (2)*           | Зал (2)                                   |
| Грунт (0)           | Зал (2)                                   |
| Трава (1)           | Открытый воздух (1)                       |
| Ковёр (0)           | Открытый воздух (1)                       |

* количество побед в одиночном разряде.
| №  | Дата             | Турнир                  | Покрытие   | Соперник в финале | Счёт        |
| 1. | 24 сентября 2017 | Санкт-Петербург, Россия | Хард (зал) | Фабио Фоньини     | 3-6 6-4 6-2 |
| 2. | 22 октября 2017  | Москва, Россия          | Хард (зал) | Ричардас Беранкис | 6-2 1-6 6-4 |
| 3. | 30 июня 2018     | Анталья, Турция         | Трава      | Адриан Маннарино  | 6-1 1-6 6-1 |

#### Поражения (1)
| №  | Дата            | Турнир              | Покрытие | Соперник в финале     | Счёт    |
| 1. | 26 августа 2017 | Уинстон-Сейлем, США | Хард     | Роберто Баутиста Агут | 4-6 4-6 |

### Финалы челленджеров и фьючерсов в одиночном разряде (38)

#### Победы (25)
| Условные обозначения |
| Челленджеры (13)*    |
| Фьючерсы (12+8)      |

| Титулы по покрытиям | Титулы по месту проведения матчей турнира |
| ------------------- | ----------------------------------------- |
| Хард (6+3)*         | Зал (2)                                   |
| Грунт (19+5)        | Зал (2)                                   |
| Трава (0)           | Открытый воздух (19+8)                    |
| Ковёр (0)           | Открытый воздух (19+8)                    |

* количество побед в одиночном разряде + количество побед в парном разряде.
| №   | Дата             | Турнир                                  | Покрытие   | Соперник в финале         | Счёт            |
| 1.  | 22 мая 2011      | Брчко, Босния и Герцеговина             | Грунт      | Алдин Шеткич              | 6-3 5-7 7-5     |
| 2.  | 4 сентября 2011  | Осиек, Хорватия                         | Грунт      | Мислав Хизак              | 6-1 6-4         |
| 3.  | 30 октября 2011  | Дубровник, Хорватия                     | Грунт      | Марек Михаличка           | 6-4 7-6(4)      |
| 4.  | 27 ноября 2011   | Анталья, Турция                         | Хард       | Иван Бьелица              | 6-1 6-1         |
| 5.  | 5 февраля 2012   | Анталья, Турция                         | Хард       | Николаус Мозер            | 6-4 7-6(4)      |
| 6.  | 1 апреля 2012    | Кастелли-Калепьо, Италия                | Хард (зал) | Шарль-Антуан Брезак       | 6-4 6-4         |
| 7.  | 6 мая 2012       | Добой, Босния и Герцеговина             | Грунт      | Флориан Рейне             | 6-0 4-6 6-0     |
| 8.  | 20 мая 2012      | Брчко, Босния и Герцеговина             | Грунт      | Тони Андроич              | 7-6(2) 6-2      |
| 9.  | 3 июня 2012      | Киселяк, Босния и Герцеговина           | Грунт      | Норберт Гомбош            | 6-3 7-6(3)      |
| 10. | 17 февраля 2013  | Загреб, Хорватия                        | Хард (зал) | Марко Чеккинато           | 6-2 7-5         |
| 11. | 19 мая 2013      | Пловдив, Болгария                       | Грунт      | Мильян Зекич              | 6-3 6-3         |
| 12. | 27 октября 2013  | Дубровник, Хорватия                     | Грунт      | Виктор Кривой             | 6-2 4-6 6-4     |
| 13. | 13 апреля 2014   | Мерсин, Турция                          | Грунт      | Пере Риба                 | 7-6(4) 6-3      |
| 14. | 8 июня 2014      | Арад, Румыния                           | Грунт      | Пере Риба                 | 6-4 7-6(3)      |
| 15. | 13 июля 2014     | Сан-Бенедетто-дель-Тронто, Италия       | Грунт      | Андреас Хайдер-Маурер     | 6-3 6-3         |
| 16. | 15 февраля 2015  | Санто-Доминго, Доминиканская Республика | Грунт      | Ренцо Оливо               | 7-5 3-1 — отказ |
| 17. | 13 сентября 2015 | Алфен-ан-де-Рейн, Нидерланды            | Грунт      | Игорь Сейслинг            | 6-1 2-6 6-1     |
| 18. | 18 октября 2015  | Касабланка, Марокко                     | Грунт      | Даниэль Муньос де ла Нава | 3-6 6-3 6-2     |
| 19. | 25 июня 2017     | Блуа, Франция                           | Грунт      | Кальвин Эмери             | 6-1 6-3         |
| 20. | 10 сентября 2023 | Стамбул, Турция                         | Хард       | Лукаш Клейн               | 7-6(5) 6-3      |
| 21. | 7 апреля 2024    | Барлетта, Италия                        | Грунт      | Арольд Майо               | 6-1 6-3         |
| 22. | 28 апреля 2024   | Острава, Чехия                          | Грунт      | Хенри Сквире              | 6-2 4-6 7-5     |
| 23. | 9 июня 2024      | Загреб, Хорватия                        | Грунт      | Лука Микрут               | 7-5 6-0         |
| 24. | 18 августа 2024  | Санто-Доминго, Доминиканская Республика | Грунт      | Андрес Андраде            | 6-4 6-4         |
| 25. | 8 сентября 2024  | Стамбул, Турция                         | Хард       | Хамад Меджедович          | 6-4 6-2         |

#### Поражения (13)
| №   | Дата             | Турнир                                  | Покрытие   | Соперник в финале       | Счёт           |
| 1.  | 26 июня 2011     | Белград, Сербия                         | Грунт      | Аксель Мишон            | 6-7(8) 6-4 5-7 |
| 2.  | 16 июня 2013     | Кошице, Словакия                        | Грунт      | Михаил Кукушкин         | 4-6 6-1 2-6    |
| 3.  | 23 июня 2013     | Киселяк, Босния и Герцеговина           | Грунт      | Мате Делич              | 5-7 2-6        |
| 4.  | 30 июня 2013     | Шабац, Сербия                           | Грунт      | Аттила Балаж            | 4-6 2-6        |
| 5.  | 21 июля 2013     | Познань, Польша                         | Грунт      | Андреас Хайдер-Маурер   | 6-4 1-6 5-7    |
| 6.  | 22 февраля 2015  | Куэрнавака, Мексика                     | Хард       | Виктор Эстрелья Бургос  | 5-7 4-6        |
| 7.  | 19 августа 2017  | Санто-Доминго, Доминиканская Республика | Грунт      | Виктор Эстрелья Бургос  | 6-7(4) 4-6     |
| 8.  | 10 ноября 2019   | Братислава, Словакия                    | Хард (зал) | Деннис Новак            | 1-6 1-6        |
| 9.  | 11 октября 2020  | Барселона, Испания                      | Грунт      | Карлос Алькарас         | 6-4 2-6 1-6    |
| 10. | 18 апреля 2021   | Белград, Сербия                         | Грунт      | Роберто Карбальес Баэна | 4-6 5-7        |
| 11. | 28 августа 2022  | Баня-Лука, Босния и Герцеговина         | Грунт      | Фабиан Марожан          | 2-6 1-6        |
| 12. | 25 сентября 2022 | Сибиу, Румыния                          | Грунт      | Нерман Фатич            | 3-6 4-6        |
| 13. | 24 сентября 2023 | Сибиу, Румыния                          | Грунт      | Нерман Фатич            | 2-6 4-6        |

### Финалы турнировATPв парном разряде (1)

#### Поражения (1)
| №  | Дата            | Турнир         | Покрытие   | Партнёр        | Соперники в финале           | Счёт    |
| 1. | 22 октября 2017 | Москва, Россия | Хард (зал) | Антонио Шанчич | Максим Мирный Филипп Освальд | 3-6 5-7 |

### Финалы челленджеров и фьючерсов в парном разряде (14)

#### Победы (8)
| №  | Дата            | Турнир              | Покрытие | Партнёр        | Соперники в финале              | Счёт               |
| 1. | 31 октября 2010 | Дубровник, Хорватия | Грунт    | Томислав Бркич | Кристиан Месарош Марин Милан    | 2-6 6-1 [11-9]     |
| 2. | 23 января 2011  | Эйлат, Израиль      | Хард     | Исмар Горчич   | Стивен Диес Никола Чачич        | 6-3 6-4            |
| 3. | 26 июня 2011    | Белград, Сербия     | Грунт    | Алдин Шеткич   | Горан Тошич Никола Чачич        | 2-6 7-6(4) [10-6]  |
| 4. | 4 сентября 2011 | Осиек, Хорватия     | Грунт    | Мате Павич     | Марин Драганя Дино Марцан       | 6-4 3-6 [10-5]     |
| 5. | 27 ноября 2011  | Анталья, Турция     | Хард     | Алдин Шеткич   | Томислав Бркич Иван Бьелица     | 6-4 6-3            |
| 6. | 5 февраля 2012  | Анталья, Турция     | Хард     | Алдин Шеткич   | Абдулла Макдас Руан Рулофс      | 6-4 4-6 [10-5]     |
| 7. | 28 апреля 2013  | Виченца, Италия     | Грунт    | Никола Чачич   | Маттео Воланте Алессандро Мотти | 6-3 6-4            |
| 8. | 19 мая 2013     | Пловдив, Болгария   | Грунт    | Мильян Зекич   | Петар Трендафилов Динко Халачев | 7-5 6-7(4) [12-10] |

#### Поражения (6)
| №  | Дата            | Турнир                        | Покрытие   | Партнёр       | Соперники в финале               | Счёт           |
| 1. | 5 июня 2011     | Киселяк, Босния и Герцеговина | Грунт      | Исмар Горчич  | Тони Андроич Никола Чачич        | 5-7 4-6        |
| 2. | 21 августа 2011 | Нови-Сад, Сербия              | Грунт      | Никола Чачич  | Иван Бьелица Давид Савич         | 7-5 1-6 [5-10] |
| 3. | 4 декабря 2011  | Анталья, Турция               | Хард       | Алдин Шеткич  | Оливер Голдинг Йорис де Лоор     | 3-6 6-7(5)     |
| 4. | 25 марта 2012   | Тренто, Италия                | Хард (зал) | Никола Чачич  | Клаудио Грасси Марко Круньола    | 4-6 4-6        |
| 5. | 13 мая 2012     | Сараево, Босния и Герцеговина | Грунт      | Андраж Бедене | Лукас Вейнхандль Томислав Тернар | 3-6 6-7(4)     |
| 6. | 12 июля 2015    | Брауншвейг, Германия          | Грунт      | Франко Шкугор | Сергей Бетов Михаил Елгин        | 6-3 1-6 [5-10] |

## Актерская карьера
Впервые он принял участие в киносъёмках в массовке фильма «Грбавица» (2006). В фильме «Убийственный мир» немецкого режиссёра Рудольфа Швайгера он впервые исполнил главную роль, сыграв снайпера Дуркана.